# Benediktinerinnenkloster Niederprüm

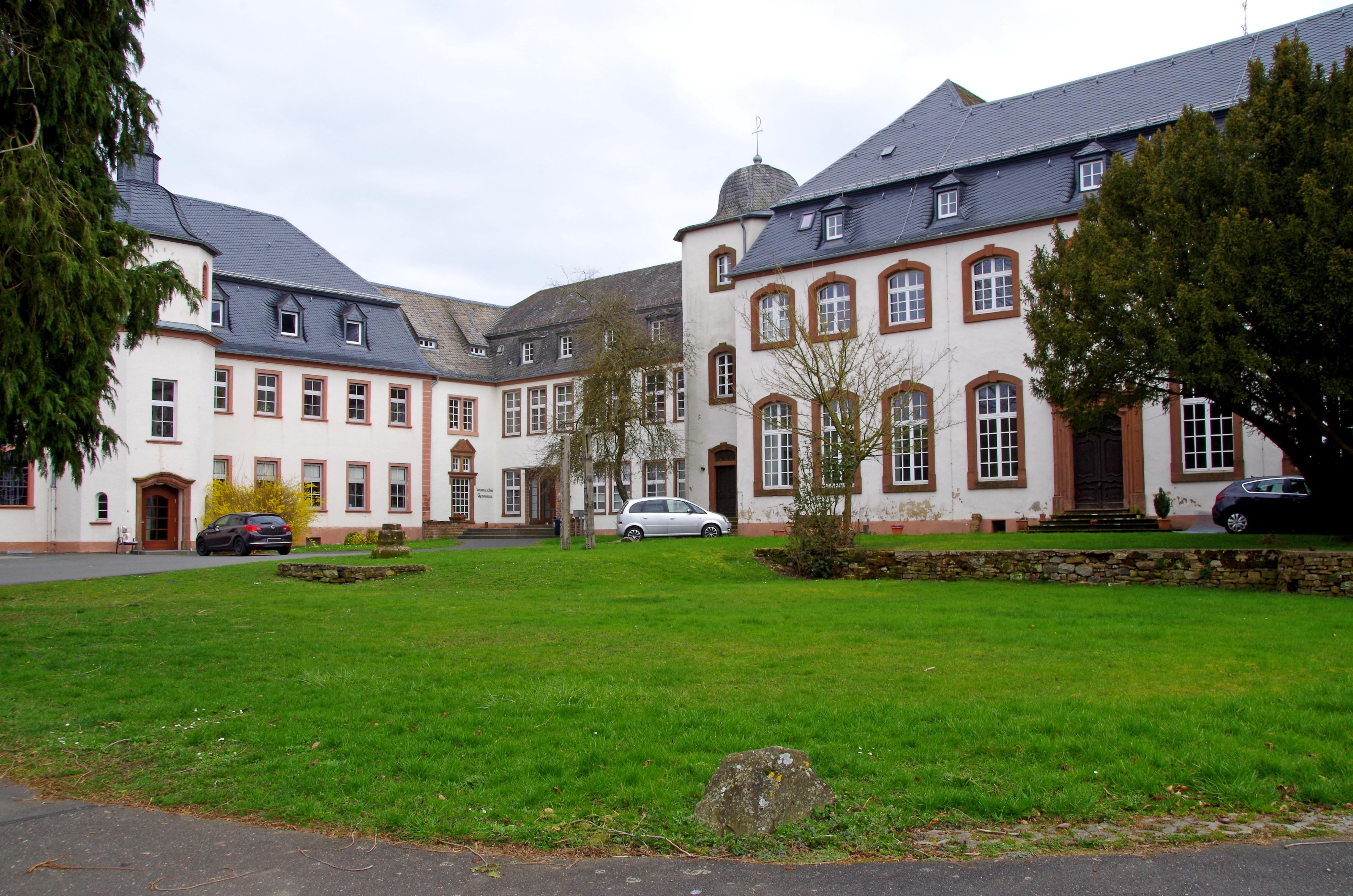
Nordwestflügel der Klostergebäude

Das Benediktinerinnenkloster Niederprüm war eine Abtei der Benediktinerinnen in Prüm-Niederprüm. Es bestand von 1190 bis zur Säkularisation 1802.

## Geschichte
Als die Abtei Susteren zum Ende des 12. Jahrhunderts zerstört wurde, floh die Äbtissin Sophie von Vianden zu Gerhard von Vianden, Abt von Prüm, der für sie, zusammen mit weiteren Mitgliedern der Familie, 1190 das Kloster Niederprüm stiftete, dessen erste Äbtissin sie wurde. Für die Klosterkirche erhielt Niederprüm die 844 von Abt Markward mitgebrachten Reliquien der heiligen Märtyrer Gordianus und Epimachus. Das Kloster war immer ein Stift für adelige Damen. Im 15. Jahrhundert übernahm es die Statuten der Bursfelder Kongregation. 1576 gingen die Rechte der Abtei Prüm über Niederprüm an Trier über. Mehrfach rekrutierten sich die Äbtissinnen aus dem Trierer Kloster St. Irminen. 1794 kam es durch die Französische Revolution zur inoffiziellen und 1802 zur offiziellen Auflösung des Klosters.
Die heutigen Gebäude stammen aus den 1670er Jahren und wurden im 18. Jahrhundert umgestaltet und erweitert. 1920 kaufte der Vinzentinerorden das Kloster und richtete 1925 ein Progymnasium ein, das, nach Unterbrechung von 1939 bis 1945, seit 1965 den Namen Vinzenz-von-Paul-Gymnasium trägt. 2024 teilte der Orden mit, das Gymnasium aufgeben zu wollen. Grund seien die Überalterung der Gemeinschaft und der fehlende Ordensnachwuchs. Die Schülerinnen und Schüler sollen vom Prümer Regino-Gymnasium übernommen werden, für eine Übergangszeit wird weiterhin Unterricht in Niederprüm stattfinden, danach ist ein Verkauf der Klostergebäude vorgesehen.
Die Kirche St. Gordianus und Epimachus war als Doppelkirche von Anfang an Kloster- und Pfarrkirche.

## Äbtissinnen
- 1. 1190–1212: Sophie von Vianden
- 2. 1212–?   : Alveradis
- 3.– 6.      : nicht bekannt
- 7. 1291–1334: Gertrud von Schönecken
- 8. 1334–1357: Ida von Dasburg
- 9. 1357–1359: Adelheidis von Beyvels/Byvels/Bivels
- 10. 1359–1397: Katharina von Eltz oder Eller
- 11. 1397–1426: Anna von Schönberg
- 12. 1429–1450: Thonissa von Enschringen (Escherange)
- 13. 1450–1478: Mechtildis von Kassel
- 14. 1478–1489: Margaretha von Rindorff
- 15: 1489–1507: Katharina von Elver oder Ore
- 16. 1507–1520: Klara von Hersdorf
- 17. 1520–1533: Klara von Ahr
- 18: 1533–1570: Margaretha von Byvels/Bivels oder Beveren
- 19: 1570–1605: Katharina von Benzerath
- 20. 1605–1611: Magdalena von Nassau
- 21. 1612–1631: Nicola von Lenoncourt
- 22. 1631–1666: Gertrudis Lachen von Wampach
- 23. 1666–1673: Margaretha von Montplainchamps
- 24. 1673–1694: Anna Magdalena von Montplainschamps (1624–1706)
- 25. 1694–1709: Maria Scholastica von Wentz (aus Niederlahnstein)
- 26. 1709–1720: Gertrudis d’Angly
- 27. 1720–1727: Maria Constantia von Modart
- 28. 1727–1743: Anna Christina de Laitres († 1747)
- 29. 1743–1766: Maria Agnes von Bendeleben
- 30. 1766–1794: Johanna Antoinetta von Lüderitz (aus Würzburg, † 1799)
- 31. 1794–1802: Scholastica von Hoefnagel (nominell, † 1825)